# Liste des conseillers généraux des Hauts-de-Seine
La liste des conseillers généraux des Hauts-de-Seine est divisée en deux parties :
- Liste des conseillers généraux des Hauts-de-Seine (2004-2008)
- Liste des conseillers généraux des Hauts-de-Seine (2008-2015)